# Camillo Cavour

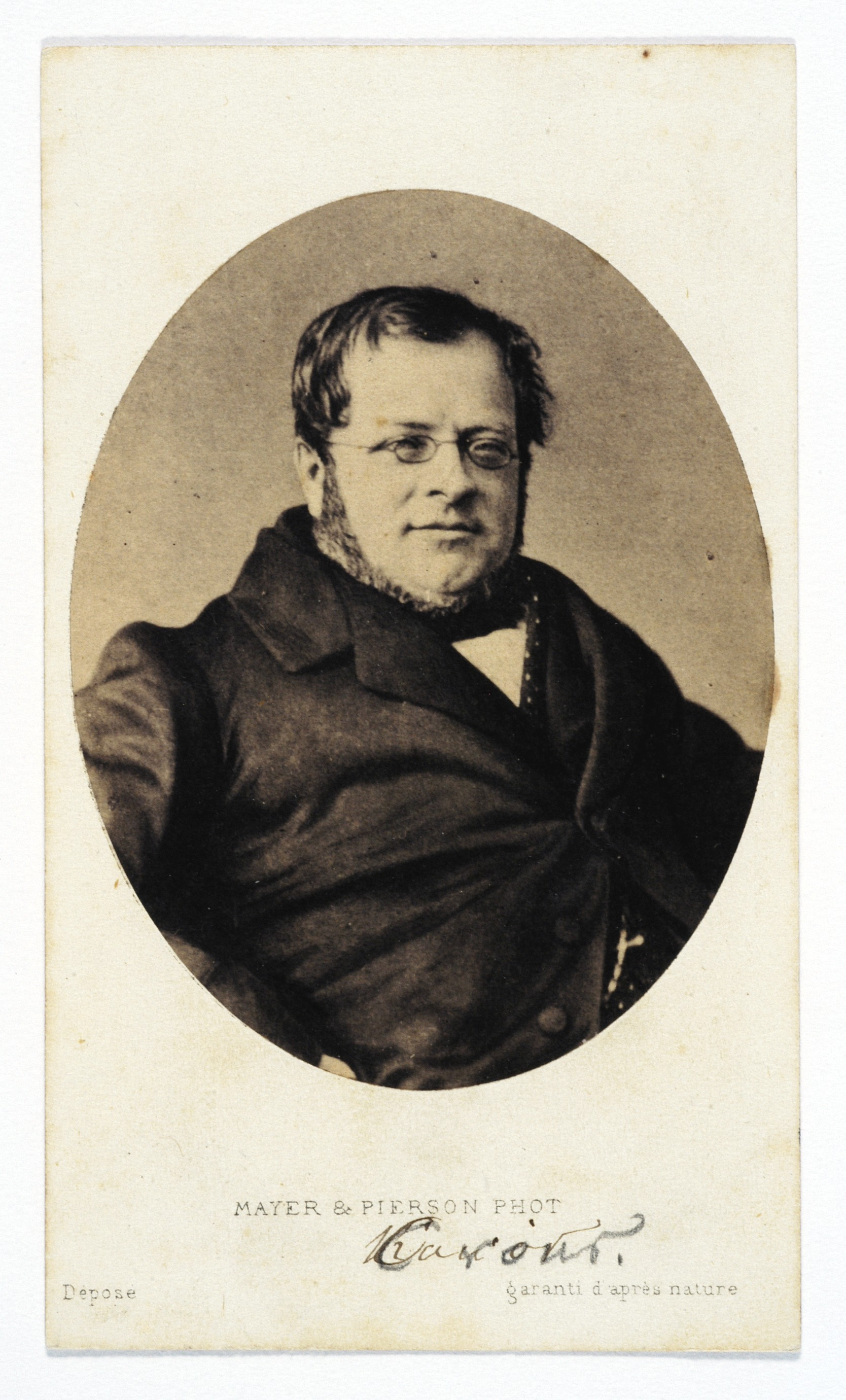
Camillo Benso di Cavour, ok. 1860 r.

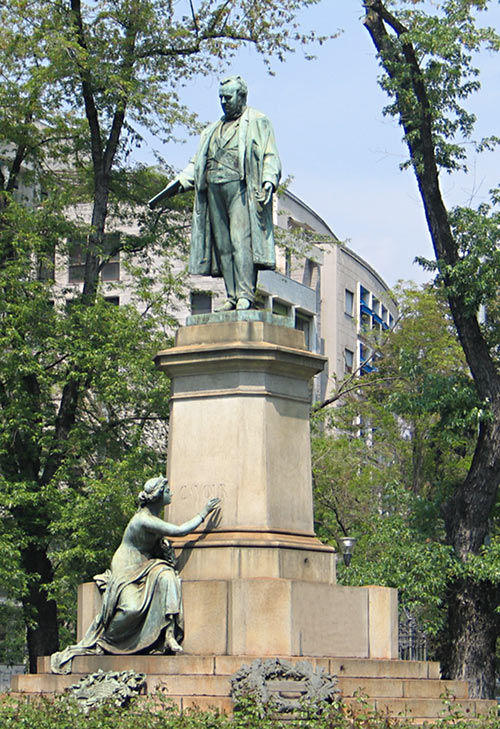
Pomnik Cavoura w Mediolanie

Camillo Benso di Cavour (ur. 10 sierpnia 1810 w Turynie, zm. 6 czerwca 1861 tamże) – włoski polityk, mąż stanu, premier Sardynii i Włoch oraz minister spraw zagranicznych Włoch, przywódca liberałów piemonckich, współzałożyciel pisma „Il Risorgimento”, wolnomularz, a także współtwórca ograniczeń wpływów duchowieństwa. W wyniku wzmocnienia porządku konstytucyjnego przyczynił się do rozwoju ekonomicznego Włoch.

## Życiorys
Jego ojcem był arystokrata piemoncko-francuski wywodzący się z sięgającego XI wieku rodu Benso, a matką frankofonka z Genewy, konwertytka z kalwinizmu. Do końca życia nie władał poprawnie językiem włoskim, w swoim życiu nigdy nie był w Rzymie, Wenecji i Neapolu, chociaż podróżował po Francji, Szwajcarii, Belgii i Anglii.
W młodości oczekiwano od niego, że zrobi karierę w wojsku. Z powodu liberalnych poglądów mając 21 lat, zrezygnował jednak ze stopnia oficerskiego w armii. Następnie podróżował po Europie, studiując politykę i gospodarkę. Stosując nowe metody rolnicze poprawił wydajność w rodzinnych majątkach ziemskich. W 1847 założył gazetę „Il Risorgimento” (Odrodzenie) wspierającą przede wszystkim ideę zjednoczenie Włoch, liberalizm i konstytucjonalizm. Opowiadał się za modelem parlamentarnym (z systemem cenzusów, z jednomandatowymi okręgami wyborczymi, bez przedstawicielstwa proporcjonalnego). Karierę polityczną rozpoczął w czasie Wiosny Ludów jako deputowany do parlamentu. W 1850 został ministrem gospodarki i handlu, a w 1851 objął stanowisko ministra finansów.
Camillo Cavour został powołany na urząd premiera królestwa Piemontu przez króla Wiktora Emanuela II w listopadzie 1852. Zapewnił Piemontowi rozwój ekonomiczny i gospodarczy. Sprawniejsze rolnictwo, zyski z handlu zagranicznego, rozwinięta sieć komunikacyjna (m.in. pierwszy tunel kolejowy pod Alpami – tunel Fréjus) i flota zapewniły Piemontowi najsilniejszą pozycję wśród księstw włoskich. Był zwolennikiem idei federacyjnej. Wraz z Wiktorem Emanuelem chciał, aby po zjednoczeniu Włochy stały się państwem federacyjnym. W 1855 roku, aby nagłośnić kwestię włoską nakłonił króla aby zadecydował o przystąpieniu Piemontu do wojny krymskiej po stronie Francji, Wielkiej Brytanii i Turcji
Cavour wykazał się wielkim sprytem po pokoju kończącym wojnę sojuszu francusko-sardyńskiego z Austrią, który został podpisany w listopadzie 1859 roku w Zurychu. Pokój ten zawierał punkt dotyczący powrotu Habsburgów do księstw środkowej Italii (Parma, Modena i Toskania). Piemont nie chciał Habsburgów na tronach, dlatego Cavour wymyślił, aby ogłosić plebiscyt dotyczący przyszłości księstw środkowo-włoskich. Ludność wolała zjednoczenie z Piemontem, niż władzę Habsburgów. Tym samym Austrii pozostała tylko gorycz porażki w wojnie.
Był członkiem turyńskiej loży masońskiej Ausonia. Dążył do pełnej laicyzacji życia publicznego i prawodawstwa, w tym także prawa rodzinnego i małżeńskiego, usunięcia religii z edukacji i kultury. W chwili śmierci Cavoura 70 biskupów i kilkuset księży włoskich było uwięzionych lub wyrugowanych ze swoich diecezji, a 12 000 zakonników i zakonnic usuniętych z domów klasztornych.
Poprzez zabiegi dyplomatyczne walnie przyczynił się do zjednoczenia Włoch. Będąc premierem, starał się ograniczyć wpływy kleru i zapewnić państwu część jego dochodów. Za swoje zasługi jest zaliczany do czterech „ojców Ojczyzny”.

## Odznaczenia
- Order Annuncjaty
- Order Sabaudzki Cywilny
- Order Świętych Maurycego i Łazarza I klasy
- Order Świętego Aleksandra Newskiego
- Order Legii Honorowej I klasy
- Order Karola III
- Order Leopolda I klasy
- Order Zbawiciela I klasy
- Order Medżydów I klasy
- Order Gwelfów I klasy
- Order Lwa i Słońca I klasy[4]